# Center (Washington)
Center es un área no incorporada ubicada en el condado de Jefferson en el estado estadounidense de Washington.

## Geografía
Center se encuentra ubicado en las coordenadas 47°56′27″N 122°47′30″O / 47.94083, -122.79167.